# چارلز اف. مندرسون
چارلز اف. مندرسون (به انگلیسی: Charles Frederick Manderson) سناتور سابق عضو حزب جمهوری‌خواه ایالات متحده آمریکا بود. وی در سال ۱۸۸۳ تا ۱۸۹۵ میلادی سناتور ایالت نبراسکا در سنای ایالات متحده آمریکا بود.